# Ушно
Ушно — деревня в Шимском районе Новгородской области в составе Медведского сельского поселения.

## География
Находится в западной части Новгородской области на расстоянии приблизительно 22 км на северо-запад по прямой от районного центра поселка Шимск на левом берегу реки Мшага.

## История
На карте 1840 года уже была отмечена. На карте 1847 года отмечена как поселение с 53 дворами. В 1907 году здесь (деревня Новгородского уезда Новгородской губернии) было учтено 36 дворов.

## Население
Численность населения: 199 человек (1907 год), 16 (русские 100 %) в 2002 году, 3 в 2010.